# Adony
Adony (anteriormente Duna-Adony; en alemán: Adam; en latín Vetus Salina o Vetusallum) es una ciudad del condado de Fejér, Hungría.

## Etimología
El nombre de la ciudad proviene del antiguo nombre de pila húngaro Odun y fue atestiguado como tal en 1332. Odun posiblemente se formó a partir del verbo ad, que significa 'dar'.

## Ciudades hermanadas
Adony está hermanada con:
- Oberweser, Alemania (1995)
- Szczekociny, Polonia (2001)
- Cehu Silvaniei, Rumanía (2009)

## Personajes notables
- Teréz Csillag, actriz